# Kościół Najświętszego Serca Pana Jezusa w Baniewicach
Kościół Najświętszego Serca Pana Jezusa w Baniewicach – katolicki kościół filialny zlokalizowany we wsi Baniewice w gminie Banie, w powiecie gryfińskim (województwo zachodniopomorskie). Jest filią parafii św. Kazimierza w Swobnicy.

## Historia i architektura
Wzniesiony z kamienia pod koniec XIII wieku kościół jest orientowaną budowlą salową, wytyczoną na planie prostokąta. Początkowo należał do władających wsią templariuszy, a po kasacie zakonu w 1312 roku przez sobór w Vienne przeszedł na własność joannitów. Kościół został przebudowany w XVII wieku. Kolejna, znacząca przebudowa miała miejsce w 1851 roku. Wybito wówczas istniejące dzisiaj neogotyckie okna. Dostawiono także niezachowaną do czasów obecnych szalunkową wieżę. Z zewnątrz kościół jest całkowicie otynkowany. W ścianie zachodniej znajduje się dwuuskokowy, częściowo obmurowany cegłą portal wejściowy. Wnętrze nakryte jest łamanym stropem drewnianym. Prezbiterium zamknięte jest prostą ścianą, w której ponad tabernakulum umieszczona jest figura Jezusa Chrystusa. Nie zachowały się żadne zabytkowe elementy wyposażenia.
Uszkodzony podczas II wojny światowej kościół został po 1945 roku opuszczony. Odbudowany w latach 70. XX wieku z inicjatywy ówczesnego proboszcza, ks. Wiesława Dąbrowskiego, został ponownie poświęcony w dniu 10 grudnia 1977 roku przez biskupa Jerzego Strobę.
Do kościoła przylega cmentarz, otoczony kamiennym murem z dwoma bramami: późnogotycką i renesansową. Brama gotycka zdobiona jest dekoracją maswerkową i sterczynami, brama renesansowa z kolei zwieńczona jest szczytem z profilowanych gzymsów i pilastrów.

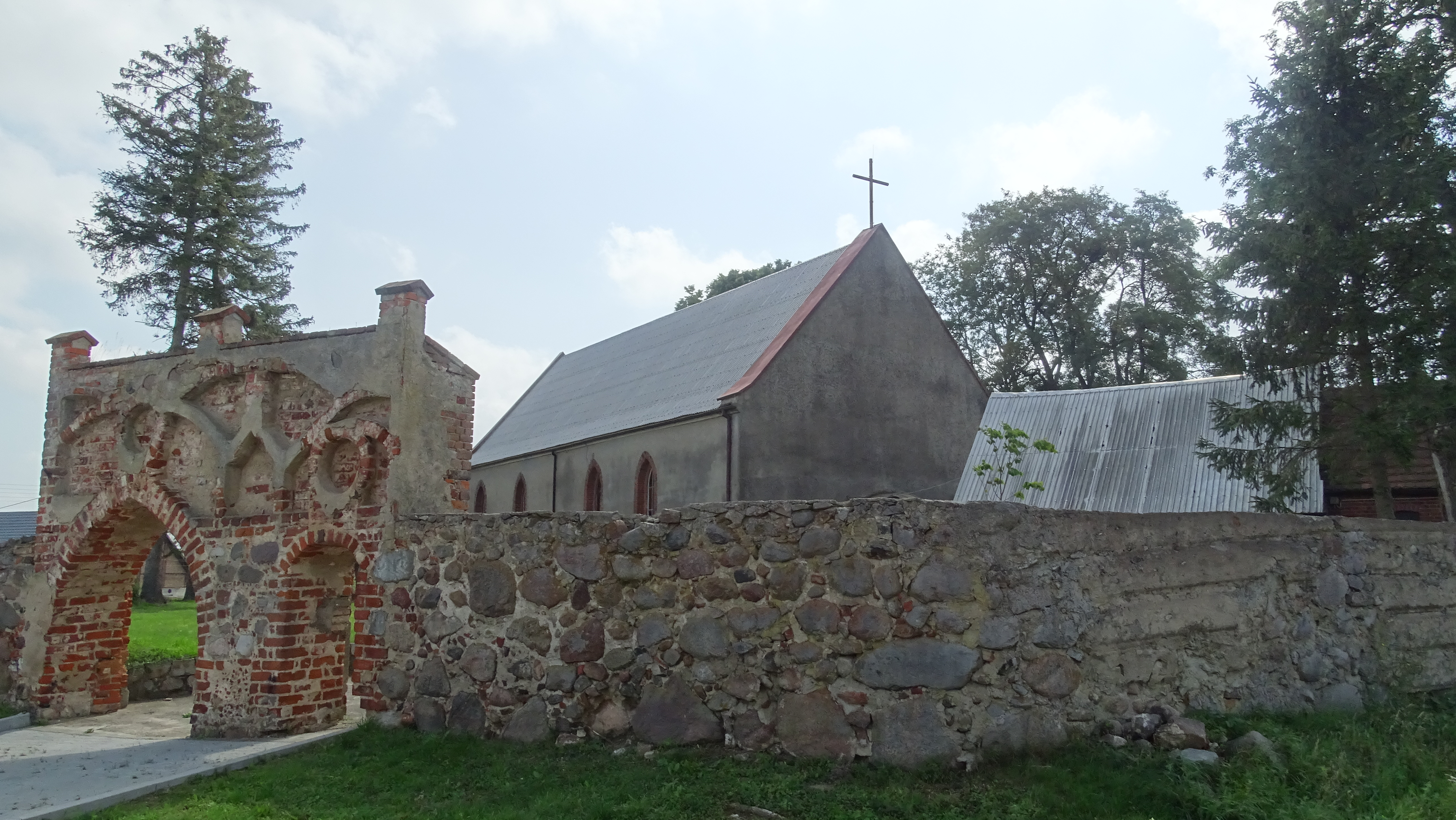
Gotycka brama w murze wokół kościoła